# Список герцогов и великих герцогов Мекленбурга

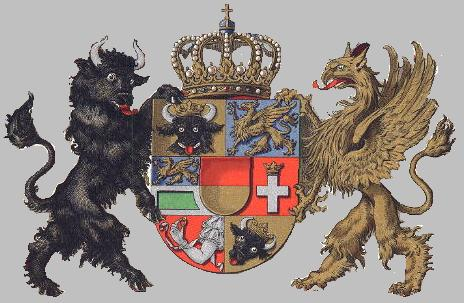
Семипольный герб Мекленбурга. Каждое поле символизирует часть мекленбургского государства: герцогство Мекленбург, княжества (бывшие епископства) Шверин и Ратцебург, Шверинское графство, а также владения Росток, Верле и Штаргард.

Флаг герцогства Мекленбург

Этот список герцогов и Великих герцогов Мекленбурга относится к периоду возникновения королевского княжества Мекленбург в эпоху Высокого Средневековья и вплоть до упразднения монархии по итогам Первой мировой войны. 
Род мекленбургских правителей восходит по прямой к князьям славянского племени бодричей и берёт свои начала в крепости Мекленбург в одноимённой деревне недалеко от Висмара. С 1167 года Мекленбург указывается в качестве германского лена, первоначально под саксами, а с 1348 года — как территория, непосредственно подчинённая империи, а правящий род титуловался как «герцоги Мекленбурга».
Несмотря на несколько разделов земель Мекленбург оставался целостным государством до конца монархии. В 1234 году наступил первый разлад, и в княжестве был произведён Первый раздел основных земель, в результате которого появились княжества Верле, Пархим-Рихенберг, Росток и Мекленбург. В Новое время разделы происходили на герцогства Шверин и Штаргард (1348—1471), Мекленбург-Шверин и Мекленбург-Гюстров (1555—1695), а по Гамбургскому договору 1701 года появились герцогства Мекленбург-Шверин и Мекленбург-Стрелиц. Тем не менее, династия сохраняла целостность, а правители обеих частей носили одинаковый титул, что приводило к дипломатическим казусам.
На Венском конгрессе 1815 года оба правящих герцога получили титул «великий герцог Мекленбурга» с обращением «королевское высочество». Обе части Мекленбурга с этого времени стали именоваться великими герцогствами. Помимо двух правителей, двух наследников и соответствующих супруг все остальные члены правящей семьи продолжали носить титул герцогов и герцогинь Мекленбурга, вопреки общей традиции, и принцы, и принцессы тоже. Правители Мекленбурга носили титул «великий герцог Мекленбургский», а также «князь вендов, Шверина и Ратцебурга и граф Шверина, земли Ростока и господин Штаргарда».
К концу монархии в 1918 году Мекленбургский дом был одним из древнейших непрерывно правивших родов Германии. В Веймарской республике прежний титул был заменён на гражданскую фамилию «герцог цу Мекленбург» (нем. Herzog zu Mecklenburg).

## Князьябодричей
|          | Имя (годы жизни)                             | Годы правления       | Примечания |
| -------- | -------------------------------------------- | -------------------- | --- |
|          | Вышан (720–795)                              | 747–795              | верховный князь ободритского союза племён, первый из упоминаемых в исторических источниках                                                                               |
|          | Дражко (?–809)                               | 795–809              | |
|          | Славомир (?–821)                             | 809–819              | Первый из правителей балтийских славян, принявший хритианство. |
|          | Цедраг (808–826?)                            | 819–ок. 826          | Поднял мятеж против Империи франков. |
|          | Гостомысл (?–844)                            | ок. 830–844          | Стремился сохранить независимость от государства Франков |
|          | Табемысл (?–862)                             | 844–862              | Союз племён распался на 4 части - вагров, полабов, бодричей и варнов. |
| (другие) |                                              |                      | |
|          | Након (?–966)                                | 954–966              | Након и его брат Стойгнев были разбиты у реки Ракса (955 г.) Оттоном I. Након принял христианство, что привело к 30-летнему миру.                                        |
|          | Мстивой II и Мстидраг                        | 966–995              | Вернулись к язычеству и подняли в 983 году восстание против германцев.                                                                                                   |
|          | Мстислав                                     | 996–1018             | |
|          | Удо (Прибигнев)                              | 1018–1028            | |
|          | Ратибор                                      | 1028–1042            | Взял власть после того, как сын Пшибигнева, Готшалк, ушёл на службу к Кнуду Великому.                                                                                    |
|          | Готшалк                                      | 1043–1066            | Истреблял саксов в месть за убийство отца, Пшибигнева. Стремился распространить в своих землях христианство, ввёл институт церкви и подать. Основатель Вендской державы. |
|          | Будивой                                      | 1066, 1069           | Старший сын Готшалка |
|          | Круто (Крук)                                 | 1066–1069, 1069–1093 | Разрушил Гамбург в 1072 году |
|          | Генрих                                       | 1093–1127            | По матери является внуком короля Дании Свена Эстридсена. Брат Будивоя.                                                                                                   |
|          | Никлот (1090 — август 1160)                  | 1131—1160            | Последний независимый князь бодричей. Родоначальник Мекленбургского дома.                                                                                                |
|          | Прибислав (неизвестно — 30 декабря 1178)     | 1167—1178            | (сын Никлота), князь бодричей, правитель Мекленбурга |
|          | Вартислав (князь бодричей) (годы неизвестны) | до 1164              | (сын Никлота), князь бодричей |

## Правители бодричских земель
|  | Имя (годы жизни)                         | Годы правления | Примечания                                     |
|  | ---------------------------------------- | -------------- | ---------------------------------------------- |
|  | Генрих Борвин I (ум. 28 января 1227)     | 1178—1227      | (сын Прибислава)                               |
|  | Николай I (до 1164 — 25 мая 1200)        | 1183—1200      | (сын Вертислава), правитель Ростока            |
|  | Генрих Борвин II (1170 — 5 декабря 1226) | 1219—1226      | (сын Генриха Борвина I), правитель Ростока     |
|  | Николай II (до 1180 — 28 сентября 1225)  | 1219—1225      | (сын Генриха Борвина I), правитель Мекленбурга |

### Линия Иоганна I (Мекленбург)
|  | Имя (годы жизни)                                    | Годы правления      | Примечания                                                                |
|  | --------------------------------------------------- | ------------------- | ------------------------------------------------------------------------- |
|  | Иоганн I Теолог (ок. 1211 — 1 августа 1264)         | 1227—1264           | (сын Генриха Борвина II), правитель Мекленбурга                           |
|  | Генрих I Паломник (ок 1230 — 2 января 1302)         | 1264—1271 1298—1302 | (сын Иоганна I), правитель Мекленбурга                                    |
|  | Альбрехт I (после 1230 — 15 или 17 мая 1265)        | 1264—1265           | (брат Генриха I), правитель Мекленбурга                                   |
|  | Николай III (после 1230 — 8 июня 1289 или 1290)     | 1264—1289           | (брат Генриха I), правитель Мекленбурга, регент                           |
|  | Иоганн II (ок. 1250 — 12 октября 1299)              | 1264—1299           | (брат Генриха I), правитель Мекленбурга в Гадебуше, регент                |
|  | Иоганн III (после 1266 — 27 мая 1289)               | 1287—1289           | (сын Генриха I), правитель Мекленбурга                                    |
|  | Генрих II Лев, (после 14.4.) 1266 — 21 января 1329) | 1287—1329           | (сын Генриха I), правитель Мекленбурга, Штаргарда и Ростока               |
|  | Альбрехт II (ок. 1318 — 18 февраля 1379)            | 1329—1379           | (сын Генриха II), правитель Мекленбурга, с 1348 года — герцог Мекленбурга |

### Линия Николая I (Верле)
|                                                          | Имя (годы жизни)                                                | Годы правления | Примечания                                               |
| -------------------------------------------------------- | --------------------------------------------------------------- | -------------- | -------------------------------------------------------- |
|                                                          | Николай I (ок. 1210 — 14 мая 1277)                              | 1227—1277      | (сын Генриха Борвина II), правитель Верле                |
|                                                          | Генрих I (ок. 1245 — 8 октября 1291)                            | 1277—1291      | (сын Николая I), правитель Верле-Гюстрова                |
|                                                          | Иоганн I (ок. 1245 — 15 октября 1283)                           | 1277—1283      | (сын Николая I), правитель Верле-Пархима                 |
|                                                          | Бернхард I (ок. 1245 — ок. 1286)                                | 1277—1281      | (сын Николая I), правитель Верле                         |
|                                                          | Николай II (до 1283 — 18 февраля 1316)                          | 1283—1316      | (сын Иоганна I), правитель Верле                         |
|                                                          | Иоганн II Лысый (после 1250 — 27 августа 1337)                  | 1316—1337      | (сын Иоганна I), правитель Верле-Пархима                 |
|                                                          | Иоганн III van Ruoden (до 1300 — 1352)                          | 1316—1350      | (сын Николая II), правитель Верле-Гольдберга             |
|                                                          | Николай III Staveleke (после 1311—1360/1361                     | 1337—1360      | (сын Иоганна II), правитель Верле-Гюстрова               |
|                                                          | Бернхард II (ок. 1320 — 1382)                                   | 1337—1382      | (сын Иоганна II), правитель Верле-Варен (-Гюстрова)      |
|                                                          | Николай IV Poogenoge (после 1311 — 1360/1361)                   | 1350—1354      | (сын Иоганна III), правитель Верле-Гольдберга            |
|                                                          | Лоренц (после 1338 — 1393/1394)                                 | 1360—1393      | (сын Николая III), правитель Верле-Гюстрова              |
|                                                          | Иоганн V (после 1338 — 1378)                                    | 1365—1378      | (сын Николая III), правитель Верле-Гюстрова, соправитель |
|                                                          | Иоганн VI (после 1341 — после 16 октября 1385)                  | 1382—1385 1395 | (сын Бернхарда II), правитель Верле-Варена               |
|                                                          | Иоганн IV (до 1350 — 1374)                                      | 1354—1374      | (сын Николая IV), правитель Верле-Гольдберга             |
|                                                          | Бальтазар (ок. 1375 — 5 апреля 1421)                            | 1393—1421      | (сын Лоренца), правитель Верле-Гюстрова, князь вендов    |
|                                                          | Иоганн VII (ок. 1375 — между 14 августа 1414 и 17 декабря 1414) | 1395—1414      | (сын Лоренца), правитель Верле-Гюстрова, соправитель     |
|                                                          | Вильгельм (до 1398 — 8 сентября 1436)                           | 1393—1436      | (сын Лоренца), правитель Верле-Гюстрова, князь вендов    |
|                                                          | Николай V (до 1385 — после 21 января 1408)                      | 1385 1395—1408 | (сын Иоганна VI), правитель Верле-Варена                 |
|                                                          | Кристоф (до 1385 — 25 августа 1425)                             | 1385 1395—1425 | (сын Иоганна VI), правитель Верле-Варена, князь вендов   |
| В 1436 году княжество Верле отошло герцогам Мекленбурга. |                                                                 |                |                                                          |

### Линия Генриха Борвина III (Росток)
|                                                 | Имя (годы жизни)                              | Годы правления | Примечания                                   |
| ----------------------------------------------- | --------------------------------------------- | -------------- | -------------------------------------------- |
|                                                 | Генрих Борвин III (ок. 1220 — 1 августа 1278) | 1227—1277      | (сын Генриха Борвина II), правитель Ростока  |
|                                                 | Вальдемар (до 1262 — 9 ноября 1282)           | 1277—1282      | (сын Генриха Борвина III), правитель Ростока |
|                                                 | Николай Дитя (до 1262 — 25 ноября 1314)       | 1282—1314      | (сын Вальдемара), правитель Ростока          |
| В 1323 году Росток отошёл герцогам Мекленбурга. |                                               |                |                                              |

### Линия Прибислава I (Пархим-Рихенберг)
|                                                                                      | Имя (годы правления)                       | Годы правления | Примечания                                  |
| ------------------------------------------------------------------------------------ | ------------------------------------------ | -------------- | ------------------------------------------- |
|                                                                                      | Прибислав I (1224 — после 12 февраля 1275) | 1227—1256      | (сын Генриха Борвина II), правитель Пархима |
| В 1256 году Прибислав лишился власти, а его земли были разделены между его братьями. |                                            |                |                                             |

## Герцоги Мекленбурга

### Линия Мекленбург-Шверин (I) и (II)
|  | Имя (годы правления)                                              | Годы правления      | Примечания                                                                                      |
|  | ----------------------------------------------------------------- | ------------------- | ----------------------------------------------------------------------------------------------- |
|  | Альбрехт II Великий (1318 — 18 февраля 1379)                      | 1329—1379           | [сын Генриха II], правитель Мекленбурга, с 1348 герцог                                          |
|  | Генрих III (ок. 1337 — 24 апреля 1383)                            | 1379—1383           | [сын Альбрехта II]                                                                              |
|  | Магнус I (ок. 1345 — 1 сентября 1384)                             | 1379—1384           | [сын Альбрехта II]                                                                              |
|  | Иоганн IV (ок. 1370 — 16 октября 1422)                            | 1384—1395           | [сын Магнуса I]                                                                                 |
|  | Альбрехт III (ок. 1338 — март 1412)                               | 1395—1412           | под именем Альбрехт Мекленбургский король Швеции (1364—1389), [сын Альбрехта II]                |
|  | Альбрехт IV (до 1363 — между 24 и 31 декабря 1388)                | 1383—1388           | [сын Генриха III], соправитель                                                                  |
|  | Эрик I (после 1359 — 26 июля 1397)                                | до 1397             | [сын Альбрехта III], соправитель                                                                |
|  | Альбрехт V (1397 — между 1 июня и 6 декабря 1423)                 | 1412—1423           | [сын Альбрехта III]                                                                             |
|  | Иоганн IV (до 1370 — 16 октября 1422)                             | 1384—1422           | [сын Магнуса I], соправитель                                                                    |
|  | Генрих IV Толстый (до 1417 — 9 марта 1477)                        | 1422—1477           | [сын Иоганна IV], после угасания линий Верле и Штаргарда объединил Мекленбург под своей властью |
|  | Иоганн V (1418—1442)                                              | 1418—1442           | [сын Иоганна IV], соправитель                                                                   |
|  | Иоганн VI (1439—1472)                                             | 1439—1472           | [сын Генриха IV], соправитель                                                                   |
|  | Альбрехт VI (1438 — до 27 апреля 1483)                            | 1477—1483           | [сын Генриха IV]                                                                                |
|  | Магнус II (1441 — 20 ноября 1503)                                 | 1477—1503           | [сын Генриха IV]                                                                                |
|  | Бальтазар (1451 — 16 марта 1507)                                  | 1477—1507           | [сын Генриха IV], соправитель, епископ Шверина в 1479—1482                                      |
|  | Генрих V Миролюбивый (3 мая 1479 — 6 февраля 1552)                | 1503—1552           | [сын Магнуса II]                                                                                |
|  | Эрих II (3 сентября 1483 — 22 декабря 1508)                       | 1503—1508           | [сын Магнуса II], соправитель                                                                   |
|  | Филипп (12 сентября 1514 — 4 января 1557)                         | 1552—1557           | [сын Генриха V], соправитель                                                                    |
|  | Иоганн Альбрехт I (23 декабря 1525 — 12 февраля 1576)             | 1547—1576           | [сын Альбрехта VII]                                                                             |
|  | Иоганн VII (7 марта 1558 — 22 марта 1592)                         | 1576—1592           | [сын Иоганна Альбрехта I]                                                                       |
|  | Адольф Фридрих I (15 декабря 1588 — 27 февраля 1658)              | 1592—1628 1631—1658 | [сын Иоганна VII]                                                                               |
|  | Альбрехт VIII (Валленштейн) (24 сентября 1583 — 25 февраля 1634)  | 1628—1631           | правил после смещения Адольфа Фридриха I императором Фердинандом II                             |
|  | Кристиан Людвиг I (1 декабря 1623 — между 11 июня и 21 июня 1692) | 1658—1692           | [сын Адольфа Фридриха I]                                                                        |

### Линия Мекленбург-Штаргард
|  | Имя (годы правления)                                           | Годы правления | Примечания                                                               |
|  | -------------------------------------------------------------- | -------------- | ------------------------------------------------------------------------ |
|  | Иоганн I (IV) (1326 — между 9 августа 1392 и 9 февраля 1393)   | 1329—1392      | [сын Генриха II], правитель Мекленбурга, с 1348 герцог                   |
|  | Иоганн II (до 1370 — между 6 июля и 9 октября 1416)            | 1392—1416      | [сын Иоганна I], герцог Мекленбург-Штаргард-Штернберга                   |
|  | Ульрих I (до 1382 — 8 апреля 1417)                             | 1392—1417      | [сын Иоганна I], герцог Мекленбург-Штаргард-Нойбранденбурга              |
|  | Альбрехт I (до 1377 — между 11 февраля и 15 июля 1397)         | 1392—1397      | [сын Иоганна I], соправитель                                             |
|  | Иоганн III (1389 — после 11 ноября 1438)                       | 1416—1438      | [сын Иоганна II], герцог Мекленбург-Штаргард-Штернберга                  |
|  | Альбрехт II (до 1400 — между 11 февраля 1421 и 4 октября 1423) | 1417—1423      | [сын Ульриха I], соправитель, герцог Мекленбург-Штаргард-Нойбранденбурга |
|  | Генрих Худой (до 1412 — между 26 мая и 20 августа 1466)        | 1417—1466      | [сын Ульриха I]                                                          |
|  | Ульрих II (до 1428 — 13 июля 1471)                             | 1466—1471      | [сын Генриха]                                                            |

### Линия Мекленбург-Гюстров
|                              | Имя (годы правления)                                             | Годы правления      | Примечания                                                                     |
| ---------------------------- | ---------------------------------------------------------------- | ------------------- | ------------------------------------------------------------------------------ |
|                              | Альбрехт VII Красивый (25 июля 1486 — 7 января 1547)             | 1503—1547           | [сын Магнуса II]                                                               |
|                              | Иоганн Альбрехт I (23 декабря 1525 — 12 февраля 1576)            | 1547—1556           | [сын Альбрехта VII]                                                            |
|                              | Ульрих (5 марта 1527 — 14 марта 1603)                            | 1555—1603           | [сын Альбрехта VII], старейшина совета имперских князей                        |
|                              | Карл I (28 декабря 1540 — 22 июля 1610)                          | 1603—1610           | [сын Альбрехта VII], правящий опекун Иоганна Альбрехта II и Адольфа Фридриха I |
|                              | Иоганн Альбрехт II (5 мая 1590 — 23 апреля 1636)                 | 1611—1628 1631—1636 | [сын Иоганна VII]                                                              |
|                              | Альбрехт VIII (Валленштейн) (24 сентября 1583 — 25 февраля 1634) | 1628—1631           | правил после смещения Адольфа Фридриха I императором Фердинандом II            |
|                              | Густав Адольф (26 февраля 1633 — 6 октября 1695)                 | 1636—1695           | [сын Иоганна Альбрехта II]                                                     |
| Комментарии к разделу: 1. 2. |                                                                  |                     |                                                                                |

## Герцоги Мекленбурга / великие герцоги Мекленбурга

### Линия Мекленбург-Шверин (III)
|  | Имя (годы правления)                                   | Годы правления | Примечания |
|  | ------------------------------------------------------ | -------------- | --- |
|  | Фридрих Вильгельм I (28 марта 1675 — 31 июля 1713)     | 1692—1713      | [племянник Кристиана Людвига I] |
|  | Карл Леопольд (26 ноября 1678 — 28 ноября 1747)        | 1713—1728      | [брат Фридриха Вильгельма I], в 1728 году был смещён имперским придворным советом по имперской экзекуции 1717 в пользу своего брата Кристиана Людвига II. |
|  | Кристиан Людвиг II (15 ноября 1683 — 30 мая 1756)      | 1728—1756      | [брат Карла Леопольда] |
|  | Фридрих Благочестивый (9 ноября 1717 — 24 апреля 1785) | 1756—1785      | [сын Кристиана Людвига II] |
|  | Фридрих Франц I (10 декабря 1756 — 1 февраля 1837)     | 1785—1837      | с 1815 года — великий герцог — [сын наследного герцога Фридриха Людвига, племянник Фридриха II]                                                           |
|  | Пауль Фридрих (15 сентября 1800 — 7 марта 1842)        | 1837—1842      | [внук Фридриха Франца I] |
|  | Фридрих Франц II (28 февраля 1823 — 15 апреля 1883)    | 1842—1883      | [сын Пауля Фридриха] |
|  | Фридрих Франц III (19 марта 1851 — 10 апреля 1897)     | 1883—1897      | [сын Фридриха Франца II] |
|  | Иоганн Альбрехт (8 декабря 1857 — 16 февраля 1920)     | 1897—1901      | [брат великого герцога Фридриха Франца III], с 11 апреля 1897 по 9 апреля 1901 регент                                                                     |
|  | Фридрих Франц IV (9 апреля 1882 — 17 ноября 1945)      | 1897—1918      | [сын великого герцога Фридриха Франца III], c 1918 правитель Мекленбург-Стрелица                                                                          |

### Линия Мекленбург-Стрелиц
|  | Имя (годы правления)                                   | Годы правления | Примечания                                        |
|  | ------------------------------------------------------ | -------------- | ------------------------------------------------- |
|  | Адольф Фридрих II (19 октября 1658 — 12 мая 1708)      | 1701—1708      |                                                   |
|  | Адольф Фридрих III (7 июня 1686 — 11 декабря 1752)     | 1708—1752      | [сын Адольфа Фридриха II]                         |
|  | Адольф Фридрих IV (5 мая 1738 — 2 июня 1794)           | 1752/53—1794   | [племянник Адольфа Фридриха III]                  |
|  | Карл II (10 октября 1741 — 6 ноября 1816)              | 1794—1816      | [брат Адольфа Фридриха IV], с 1815 великий герцог |
|  | Георг (12 августа 1779 — 6 сентября 1860)              | 1816—1860      | [сын Карла II]                                    |
|  | Фридрих Вильгельм (II) (17 октября 1819 — 30 мая 1904) | 1860—1904      | [сын Георга]                                      |
|  | Адольф Фридрих V (22 июля 1848 — 11 июня 1914)         | 1904—1914      | [сын Фридриха Вильгельма II]                      |
|  | Адольф Фридрих VI (17 июня 1882 — 23 февраля 1918)     | 1914—1918      | [сын Адольфа Фридриха V]                          |
|  | Фридрих Франц IV (9 апреля 1882 — 17 ноября 1945)      | 1918           | правитель                                         |